# Pattigham
Pattigham je obec v rakouské spolkové zemi Horní Rakousy, v okrese Ried.
K 1. lednu 2013 zde žilo 889 obyvatel.